# Nationaal Orgaan voor Accreditatie
Het Nationaal Orgaan voor Accreditatie (NOVA) is het Surinaamse accreditatie-instituut. Het is gevestigd aan de Frederik Derbystraat in Paramaribo.
Het Nova is ermee belast om het accreditatieproces voor onderwijsinstellingen uit te voeren. De oprichting gebeurde op 22 mei 2007 met de aanname in De Nationale Assemblée van de Wet houdende instelling van het Nationaal Orgaan Voor Accreditatie (NOVA) en het Centraal Register van Opleidingen.
Voor de accreditatie werd in 2011 aanvankelijk de Nationale Accreditatie Raad (NAR) met negen onafhankelijke leden ingesteld. Een belangrijke drijfveer achter de accreditatie is om Surinaamse diploma's aan te sluiten op de arbeidsmarkten van Europa, de Verenigde Staten en de regio, waardoor Surinamers met een Surinaams diploma ook toegang hebben tot werk in andere landen.